# Hôtel Duprat
El hotel Duprat es una mansión privada ubicada en París, Francia en el n. 60 de la rue de Varenne, en el 7 distrito de París.

## Histórico
También conocido como hotel de Tingry, fue construido en 1728 para Charlotte le Bourgoin, viuda durante dieciséis años de Bernard du Prat, marqués de Formeries.
Fue ampliado por Pierre Boscry, asistido en la decoración por Nicolas Pineau (1732-1750). Perteneció en 1775 a Montmorency-Tingry, luego en 1780 a Béthune-Sully, luego al Marqués de Goulaine, a la Condesa de Hinnisdal. luego al Conde Henri d'Hinnisdal.

## Descripción

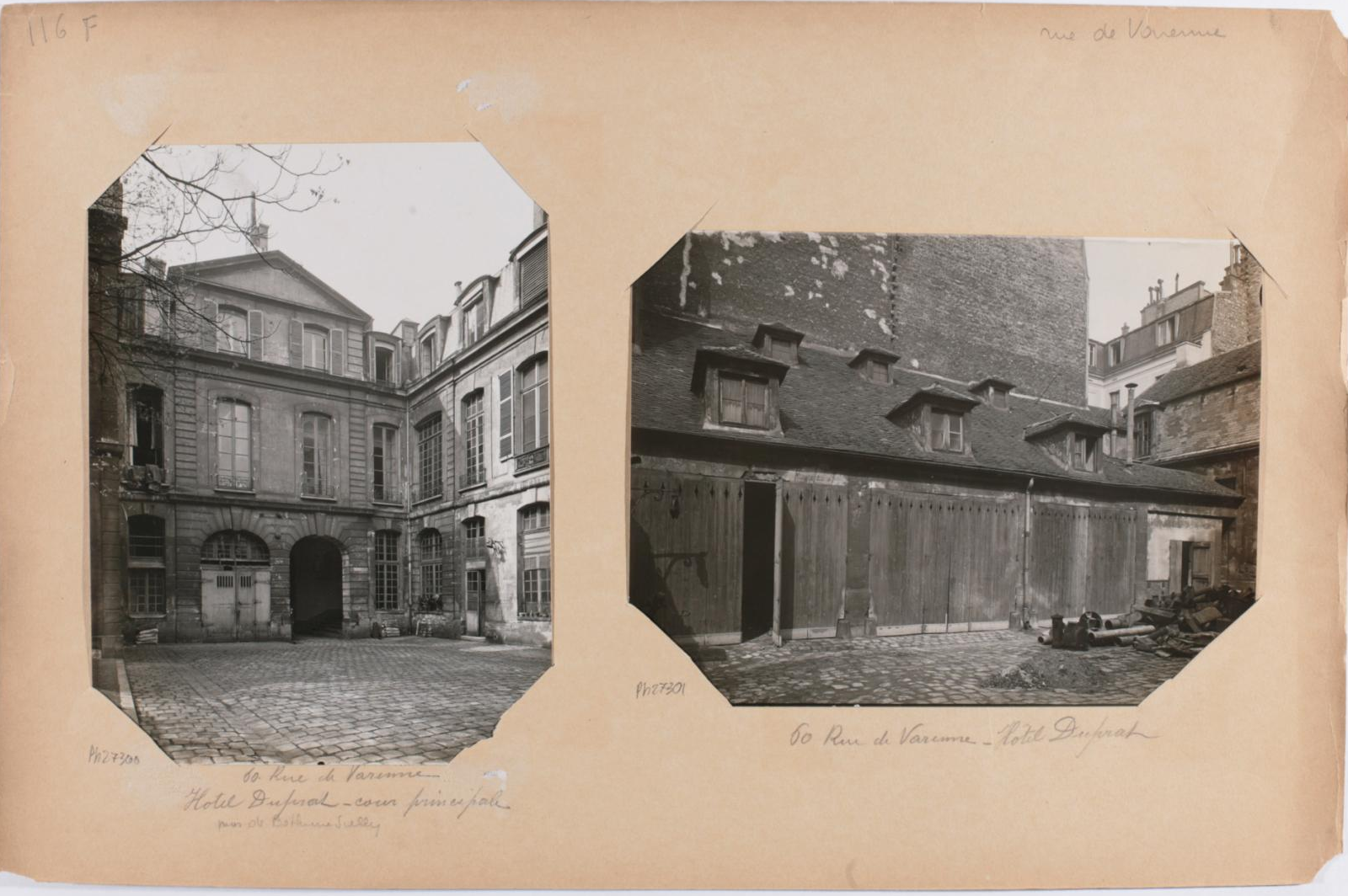
Patio interior del Hôtel Duprat en 1918.

La fachada tiene una puerta coronada por un cartucho rodeado de follaje. El cartucho lleva las iniciales « MLC , seguramente en referencia a uno de los miembros de la familia Montmorency-Luxembourg, propietaria antes de los Béthune.
Presenta un frontón, herrajes, puerta monumental con adornos de madera. Se compone de 3 plantas y el patio está pavimentado con pequeños jardines en su parte inferior, presencia de dependencias.

## Protección
Fueron clasificadas como monumento histórico la fachada a la calle, hojas de puerta incluidas, y la fachada al patio por decreto de 9 de julio de 1926 y la sala, el comedor y el dormitorio con boiserie por decreto del 10 de agosto de 1949).